# Cholmsk
Cholmsk (anche traslitterato come Holmsk o Kholmsk; in giapponese, Maoka, 真岡) è una cittadina della Russia asiatica, situata nell'Estremo Oriente Russo nell'Oblast' di Sachalin, sulla costa dello Stretto dei Tartari, 83 km a ovest di Južno-Sachalinsk; è capoluogo del distretto omonimo.
Fondata nel 1870 per scopi militari con il nome di Maoka (dalla lingua ainu), ottenne lo status di città nel 1946; dal 1905 al 1945 appartenne all'Impero giapponese.

## Società

### Evoluzione demografica
Fonte: mojgorod.ru
- 1959: 31.500
- 1979: 45.200
- 1989: 51.400
- 1996: 44.900
- 2002: 35.141
- 2007: 32.300